# Julien Dillens
Julien Dillens, född 8 juni 1849, död 24 december 1904, var en belgisk skulptör.
Dillens var vid slutet av 1800-talet en av Belgiens mest uppburna konstnärer och utförde såväl porträttbyster och andra mindre arbeten som dekorativa monumentalskulpturer, bland vilka märks Rättfärdigheten mellan mildheten och rättvisan (Palais de Justice, Bryssel).